# Ausserbirrmoos

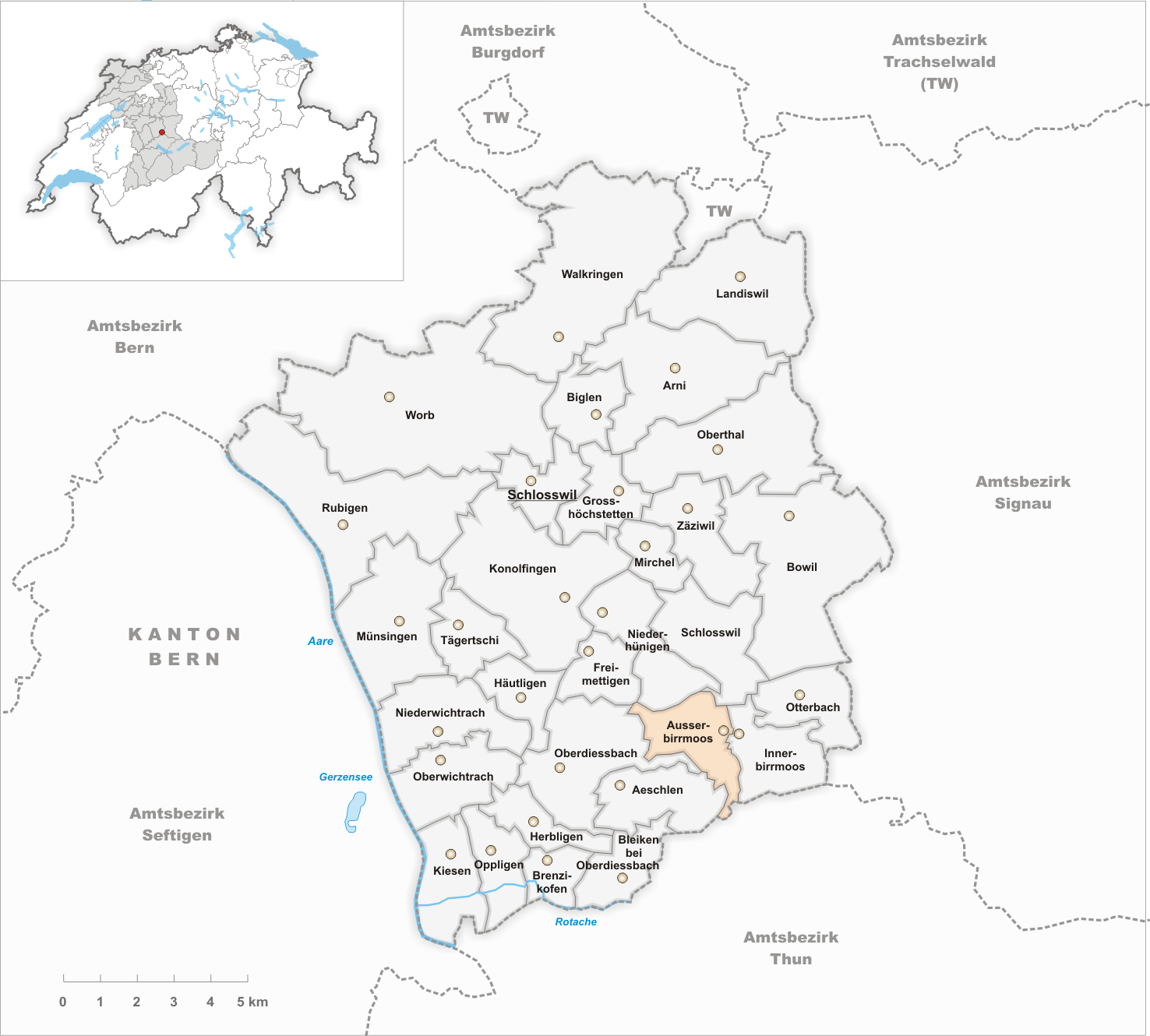
Gemeindestand vor der Fusion am 1. Januar 1946

Ausserbirrmoos ist eine Ortschaft in der Gemeinde Linden im Schweizer Kanton Bern. Am 1. Januar 1946 wurde die vormals selbständige Gemeinde mit Innerbirrmoos und Otterbach bei Oberdiessbach zur neuen Gemeinde Linden fusioniert.

## Geschichte
Ausserbirrmoos umfasst das grösste Gemeindegut am Kurzenberg. Als Teil des äusseren oder westlichen Kurzenbergs gehörte Ausserbirrmoos (1298 Birmos) nieder- und hochgerichtlich zur mittelalterlichen Herrschaft Diessbach (ab 1798 helvetischer Distrikt Steffisburg, ab 1803 Oberamt bzw. seit 1831 Amtsbezirk Konolfingen) und zur Kirchgemeinde Oberdiessbach. Die «Äussere Gemeinde am Kurzenberg» (1488 erwähnt) oder Ausserbirrmoos pflegte mit dem östlichen Innerbirrmoos (Gericht Röthenbach) bis zur Aufteilung von Allmend und Wald auf beide Gütergemeinden (1633) eine Weidegemeinschaft. 1802 erfolgte die Teilung der Allmend unter den Anteilhabern. 1834 konstituierte sich Ausserbirrmoos als Einwohnergemeinde und nahm 1887 die aufgehobenen Gemeinden Schöntal und Barschwand auf. 1946 vollzog Ausserbirrmoos zusammen mit den anderen Gemeinden am Kurzenberg die Vereinigung zur Gemeinde Linden.

## Bevölkerung
| Bevölkerungsentwicklung Ausserbirrmoos | Bevölkerungsentwicklung Ausserbirrmoos | Bevölkerungsentwicklung Ausserbirrmoos | Bevölkerungsentwicklung Ausserbirrmoos | Bevölkerungsentwicklung Ausserbirrmoos |
| -------------------------------------- | -------------------------------------- | -------------------------------------- | -------------------------------------- | -------------------------------------- |
| Jahr                                   | 1764                                   | 1850                                   | 1900                                   | 1941                                   |
| Einwohner                              | 261                                    | 483                                    | 512                                    | 466                                    |